# Julia Gundlachowa
Julia Henryka Gundlachowa (ur. 21 kwietnia 1888 w Lućmierzu, zm. 26 grudnia 1935) – pielęgniarka, działaczka Polskiej Organizacji Wojskowej.

## Życiorys
Julia Gundlachowa ukończyła szkołę podstawową w Ozorkowie, a następnie gimnazjum Angeliki Rothert w Łodzi, gdzie podjęła edukację w klasie francuskojęzycznej z dodatkowym nauczaniem polskiego. Następnie podjęła pracę wraz ze swoimi siostrami jako pielęgniarka w szpitalu Anny Marii w Łodzi. Z czasem stała się również osobą odpowiedzialną za prowadzenie gimnastyki dla dzieci na oddziale ortopedycznym oraz obsługę aparatu rentgenowskiego, co ze względu na brak odpowiednich zabezpieczeń mogło przyczynić się do jej późniejszego nowotworu i w konsekwencji śmierci.
Po zamążpójściu w 1914 zrezygnowała z pełnego zaangażowania w pracę w szpitalu, poświęcając się życiu rodzinnemu, dorywczo zastępując fizjoterapeutki w szpitalu, a także działalności w Polskiej Organizacji Wojskowej, w ramach której wraz z mężem, w latach 1917–1918 uwalniała legionistów z obozów internowania w Szczypiornie oraz Beniaminowie. Za działalność organizacyjną w ramach POW została odznaczona Krzyżem Niepodległości, Odznaką POW i odznaką Legionową. Ponadto była zaangażowana w działalność w „Strzelcu”, Lidze Kobiet Polskich, a także Samopomocy Społecznej Kobiet. Organizowała również dożywianie uczniów Szkoły Zgromadzenia Kupców w Łodzi.

### Życie prywatne
Była córką browarnika Karola Nietza oraz Julii Otylii z d. Trautman. Była 1 z 7 rodzeństwa. Rodzina Gundlachowej wywodziła się z Namysłowa, w którym jej dziadek – Fryderyk Nietz założył browar. Rodzina Nietzów emigrowała ze Śląska w okolice Ozorkowa, co wynikało ze sprzeciwu wobec polityki germanizacyjnej rządu pruskiego na Śląsku. Rodzina osiadła w Wiktorowie k. Lućmierza. Rodzina Nietzów była wyznania ewangelicko-augsburskiego, a sama Julia Gundlachowa odbyła konfirmację u pastora Rudolfa Gundlacha. W 1914 wyszła za Ludwika Gundlacha. Mieli dwoje dzieci – Hannę Wandę, zmarłą w dzieciństwie oraz Władysława Rudolfa Gundlacha (1921–2007).